# Günther Rachner
Günther Friedrich Emil Rachner (* 2. Oktober 1891 in Karlsruhe; † 9. Februar 1945 bei Jauer, Provinz Niederschlesien) war ein deutscher Verwaltungsjurist. Er war Präsident des Gauarbeitsamtes Niederschlesien.

## Leben und Wirken
Nach Schulbesuch und Wehrdienst studierte er Staats- und Rechtswissenschaften und promovierte 1919 an der Universität Breslau zum Dr. jur. Das Thema seiner Dissertation lautete Die Ausweisung von Reichsangehörigen aus deutschen Schutzgebieten. 1926 trat er in die preußische Justizverwaltung ein und war von 1927 bis 1938 an der Reichsanstalt für Arbeitsvermittlung und Arbeitslosenversicherung tätig. In dieser Zeit wurde er 1928 als Oberregierungsrat in die Reichsverwaltung übernommen. Zum 1. Mai 1933 trat er der NSDAP bei (Mitgliedsnummer 2.628.322) und wurde gleichzeitig zum Ministerialrat ernannt. Zu Hitlers Geburtstag 1939 stieg er zum Ministerialdirigenten auf. Zum 20. April 1940 wurde er Standartenführer beim NSKK. Nach der Teilung des Wirtschaftsgebietes Schlesien wurde er Präsident des Gauarbeitsamtes Niederschlesien in Breslau und Reichstreuhänder der Arbeit. Seit einer Dienstfahrt am 9. Februar 1945 galt er als vermisst.